# Condado de Harrison (Indiana)
O Condado de Harrison é um dos 92 condados do estado americano de Indiana. A sede do condado é Corydon, e sua maior cidade é Corydon. O condado possui uma área de 1 261 km² (dos quais 4 km² estão cobertos por água), uma população de 34 325 habitantes, e uma densidade populacional de 27 hab/km² (segundo o censo nacional de 2000). O condado foi fundado em 1808.